# Urtima riksdagen 1810

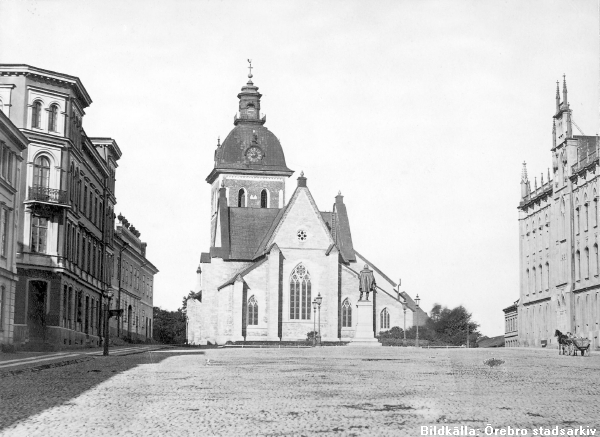
Nikolaikyrkan, här på en bild från 1870 i dess utförande före 1877, användes som rikssal vid 1810 års riksdag.

Urtima riksdagen 1810 ägde rum i Örebro med början den 30 juli år 1810. Detta var en urtima riksdag som sammankallades med anledning av val av ny tronföljare. (Den lagtima riksdag som sammankallades 1809 varade dock fram till början av 1810. Det rör sig därför om två riksdagar detta år).

## Bakgrund
Sedan kronprins Karl August avlidit efter att ha drabbats av ett slaganfall hade Sverige ingen tronföljare efter den 61-årige, och barnlöse, Karl XIII. Det fanns flera kandidater, bland dessa Karl Augusts äldre bror Fredrik Kristian och Gustav IV Adolfs son prins Gustaf. Även kung Fredrik VI av Danmark hade ambitioner att bli kung av Sverige, i ett försök att återskapa ett förenat Skandinavien. På eget bevåg for den 29-årige löjtnanten Carl Otto Mörner till Paris, för att dels övertala fursten av Pontecorvo, fältmarskalken Jean Baptiste Bernadotte att kandidera som tronföljare, dels få kejsar Napoleons godkännande till detta.

## Riksdagen
Fersenska mordet hade gjort att regeringen inte vågade förlägga valriksdagen till den oroliga huvudstaden, där många befarade utbrottet av en skräcktid efter mönster av pöbelväldet under franska revolutionen. Örebro valdes som plats, dels på grund av sitt centrala läge, dels på grund av att stadgarna för ett tronföljarval sade att inga utländska sändebud fick finnas inom tio mils radie från valplatsen.
Mycket talade till Fredrik Kristians fördel – bland annat stöddes hans kandidatur av kungen och regeringen – men den 11 augusti lyckades förre svenske vicekonsuln i Göteborg, Jean Antoine Fournier, få företräde hos utrikesstatsministern Lars von Engeström. Han presenterade Bernadottes anbud, som även innebar ekonomiska och egendomsmässiga förmåner. Kungen, som först var emot Bernadotte, ändrade sig när han fick ärendet närmare föredraget.
Efter behandling av ärendet i Hemliga utskottet förordade regeringen den 17 augusti att Bernadotte skulle utses till tronföljare. Dagen därpå, den 18 augusti, bifölls propositionen först av de tre ofrälse stånden, och sedan även av adeln. Den 25 augusti justerades valakten och successionsordningen. Bernadotte tog som kronprins det mera svenskklingande namnet Karl Johan.

## Inkvartering, lokaler, m.m.
Kungaparet bodde på Örebro slott. Nikolaikyrkan användes som rikssal. Adeln använde gamla kronobränneriet som samlingsplats. Prästerskapet använde det så kallade Bromsiska huset vid Stortorget, borgerskapet träffades i det gamla rådhuset och bondeståndet i gamla skolan. Fastigheten Manilla användes också av bönderna .

## Riksdagsmän
- Prästeståndets ledamöter vid urtima riksdagen 1810